# Bedford (Kentucky)
Bedford – miasto w Stanach Zjednoczonych, w stanie Kentucky, siedziba administracyjna hrabstwa Trimble.
- Powierzchnia: 1,0 km²
- Ludność: 677 (2000)